# Ikervár
Ikervár é um município da Hungria, situado no condado de Vas. Tem 35,34 km² de área e sua população em 2015 foi estimada em 1.780 habitantes.